# Pooh
A Pooh egy olasz zenei együttes, amely 50 éven keresztül állt fenn 1966 és 2016 között. Több mint 100 millió eladott lemezeikkel Olaszország legtöbb eladott példányszámmal rendelkező zenei együttese. Az együttes tagjai az Olasz Köztársaság Lovagkeresztjét kapták meg Francesco Cossiga köztársasági elnöktől 1986-ban. Az együttes legismertebb dalai: Piccola Katy, Pensiero, Tanta voglia di lei, Noi due nel mondo e nell'anima, Parsifal, Dammi solo un minuto, Chi fermerà la musica, Uomini soli és a La donna del mio amico. Az együttes az 1970-es évek olaszországi beat és progresszív rock zene meghatározó együttese volt. 1990-ben megnyerték a Sanremói Dalfesztivált a Uomini soli dalukkal Dee Dee Bridgewater amerikai dzsesszénekesnővel.

## Története

### 1960-as évek
A Pooh elődje a Jaguars 1962-ben alakult meg Bolognaban Valerio Negriri és Mauro Bertoli találkozásával, dobosak és gitárosak voltak. 1964-ben jött létre az első stabil zenekar: A két tag mellé betársult Vittorio Costa énekesként, Giancarlo Cantelli basszusgitárosként és Bruno Barraca elektromos gitárosként. 1965-ben megtörtént az első tagcsere: Costa orvosi tanulmányi miatt otthagyta az együttest, helyébe Bob Gillot lépett; Mario Goretti lett az új elektromos gitáros, Cantelli helyébe pedig Gilberto Faggioli lépett az új basszusgitárosként.
A megújult formáció 1966-ban kötött szerződést a Verdette lemezkiadóval, ahol Armando Sciascia a kiadó tulajdonosa vette őket kezelésbe és az akkor csődbe ment l'Equipe 84 együttese után egy új beat zenekart akart alkotni. Mivel Jaguars néven már létezett egy római együttes, ezért Sciascia új nevet adott az együttesnek, a Pooht, ami olaszul a Micimackó neve.
1966 februárjában megjelent a Pooh első lemeze a Vieni fuori dal, ami az amerikai Spencer Davis Group együttes Keep on Runing című dalának feldolgozása volt. 1966 októberében az együttes részt vett a Rózsák Fesztiválján a Brennero '66 dalával, amit a Rai cenzúrázott, mert a dal a Trentino Alto-Adigei terrorizmusról szólt, emiatt a dalt átírták Le campane del silenzio (A csend tájai) címre, a fesztiválon az utolsó helyezést érték el.
1968-ban aratták első komoly sikerüket a Piccola Katy dalukkal, amivel a slágerlista 15. helyét érték el. Goretti otthagyta az együttest és helyébe Dody Battaglia bolognai gitáros lépett.
1969-ben jelent az együttes Mary Ann című kislemeze, amivel az ez évi Cantagiro fiatalok kategóriájában részt vettek. Az együttes sikert ekkoriban a lányok körében aratta. Ezzel együtt az együttes harmadik nagylemeze a Memorie, ami az első koncepcióalbum volt az olasz könnyűzene történelmében. Az album remek kritikai fogadtatásban részesült. Az album melankonikus és egyedi hangzású dalokat tartalmazott, azonban az album az előző Contrasto nagylemezükhöz képest rosszabb eladási számokkal rendelkezett, emiatt az együttes felbontotta a szerződést a Vedette kiadóval és kiadót váltott.

### 1970-es évek
A Pooh 1971-ben a CBS kiadóval kötött szerződést, ahol menedzserükkel Giancarlo Lucarielloval érték el első komoly sikereiket. A Tanta voglia di lei című kislemezük két hétig vezette az olasz slágerlistákat, a dal egy fogolyról szólt. Hasonló sikert értek a Pensiero című kislemezzel. Mindkét dal dél-amerikai országokban is komoly népszerűséget ért el, 450 ezer és 1,2 millió példányt adtak el a lemezekből. Mindkét dal szerepelt az Opera prima című nagylemezen, ami ebben az évben jelent meg és a dalok a beat helyett progresszív rock és pop-rock stílusúak voltak.
Valerio Negrini elhagyta a zenekart és helyébe Stefano D'Orazio érkezett. A Tanta vogli di lei dal a Festivalbar második helyezettje lett.
1973-ban Riccardo Fogli is otthagyta a zenekart és az együttes a Bologna megyei Roncobilaccioban járt, ahol a trevisoi születésű Red Canziant (született: Bruno Canzian) választották basszusgitárosnak, aki addig a Capiscum Red nevű progresszív rock együttes tagja volt. Red Canziant a Pooh még 1971-ben a Festivalbaron való szereplésükkor ismerte meg.
Ebben az évben jelent meg a Parsifal nagylemezük, amik főleg lírai hangvételű dalokat tartalmazott. A lemez kiadását megelőzte két dal kislemezre vétele: Io e te per altri giorni és az Infiniti noi. Az olasz könnyűzenei életben addig egyedülálló módon a dalokat Roby Fachinetti brit hatásra szofisztikáltak lettek. Zeneileg az album a Pink Floyd és a Genesis együttesek hatásával készültek, míg az együttes négy tagjából álló kóruséneklés a Beatles és Bee Gees hatására történt.
1974-ben megjelent az első válogatáslemeze I Pooh 1971-1974 címen, 1975-ben pedig az Un po' del nostro tempo migliore című nagylemezük, amely nem hozta a várt siker és kislemezre sem kerültek dalok az albumról, ebben az évben a Forse ancora poesia című másik nagylemezük sem hozott átütő sikert, a Ninna nanna című daluk a kislemezlista első tíz helyébe épp hogy bekerült. Az együttes kérése ellenére producerük Luciarello maga biztosította a lemezfelvételhez a hangszereket, miközben az együttes akusztikus hangzást szeretett volna. Ráadásul 1975-ben sorra jelentek meg olyan együttesek, amelyek hasonló sikert hoztak, mint a Matia Bazar, Beans, Bottega dell'Arte és az Il Giardino dei Semplici. Mivel a producerük nem tudta a további sikerüket fenntartani, így az együttes és közte egyre feszültebbé vált a viszony.
1976-ban megjelent a Poohlover című nagylemezük, az albumon a dalok a homoszexualitásról, prostitúcióról, cigányokról és foglyokról szólt. A Pierre című dal egy olyan fiúról szól, akit iskolásként a társai kinevettek és felnőttként értették meg, hogy transznemű. Az albumról a Linda című dal került kislemezre, ami spanyol nyelven Miguel Bosé feldolgozása révén vált ismertté, ezzel a dallal vett részt az együttes az 1976-os Festivalbaron.
1977-ben Rotoloando respirando című nagylemezük már a CGD lemezkiadó gondozásában készült, az albumról a Dammi solo un minuto című daluk került kislemezre, amivel felkerültek a slágerlista 15. helyére.

## Lemezek

### Stúdió lemezek
- 1966 – Per quelli come noi
- 1968 – Contrasto
- 1969 – Memorie
- 1971 – Opera prima
- 1972 – Alessandra
- 1973 – Parsifal
- 1975 – Un po' del nostro tempo migliore
- 1975 – Forse ancora poesia
- 1976 – Poohlover
- 1977 – Rotolando respirando
- 1978 – Boomerang
- 1979 – Viva
- 1980 – ...Stop
- 1981 – Buona fortuna
- 1983 – Tropico del nord
- 1984 – Aloha
- 1985 – Asia non Asia
- 1986 – Giorni infiniti
- 1987 – Il colore dei pensieri
- 1988 – Oasi
- 1990 – Uomini soli
- 1992 – Il cielo è blu sopra le nuvole
- 1994 – Musicadentro
- 1996 – Amici per sempre
- 1999 – Un posto felice
- 2000 – Cento di queste vite
- 2002 – Pinocchio
- 2004 – Ascolta
- 2008 – Beat ReGeneration
- 2010 – Dove comincia il sole